# Bandada

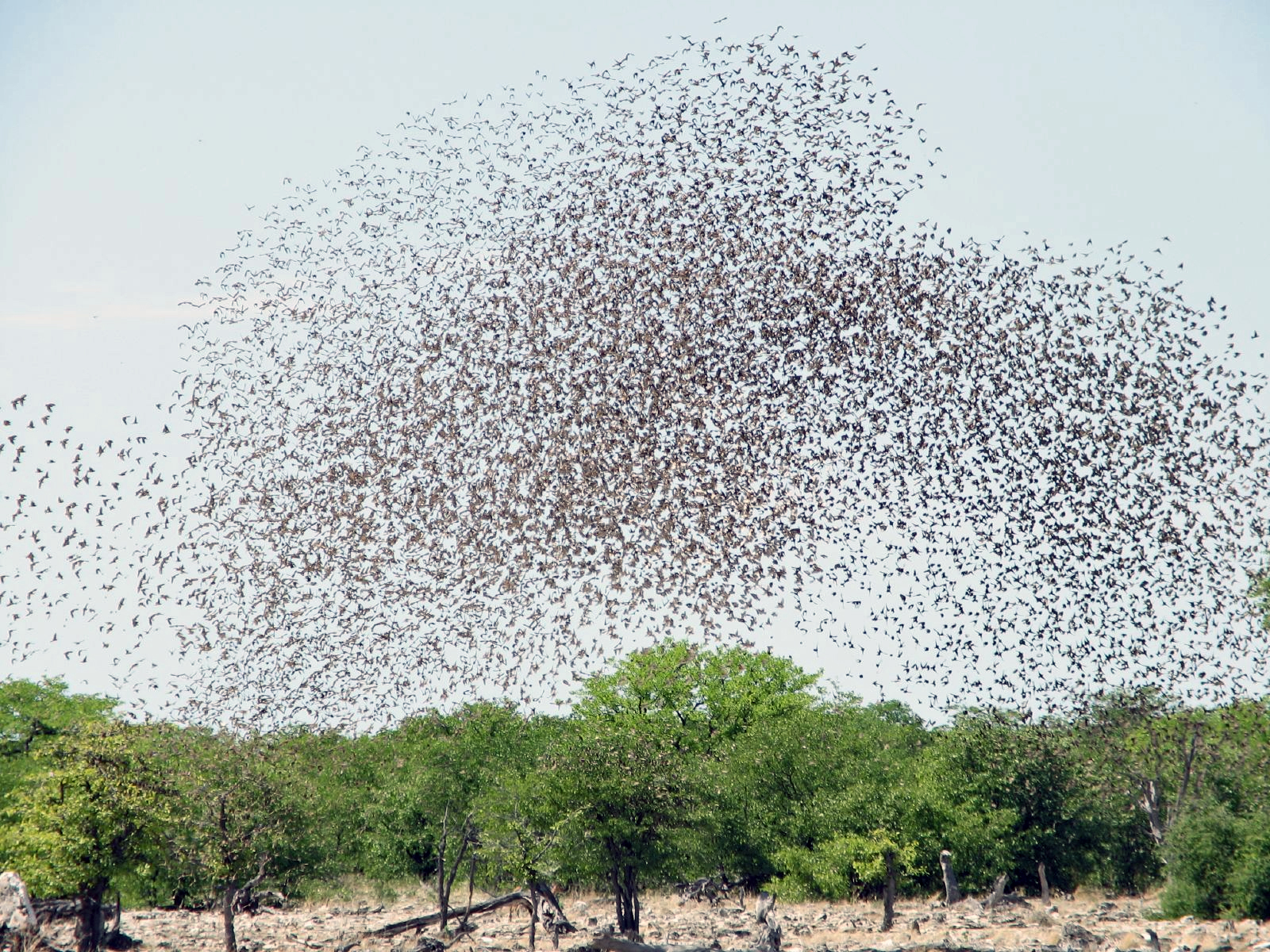
El quelea común, el ave más numerosa del mundo, se agrupa en enormes bandadas de en ocasiones decenas de miles de ejemplares.

Una bandada, banda o bando (términos propios del conjunto de países hispanohablantes), o también parvada (término propio de El Salvador y de México), es un grupo de aves, en general de misma especie aunque no necesariamente, que actúan de modo homogéneo mientras vuelan o se alimentan. Este término es similar al concepto de manada entre los mamíferos. El término volatería también se refiere a un grupo de aves, pero las aves de una volatería no tienen por qué pertenecer a la misma especie ni tienen por qué actuar conjuntamente, como es el caso de las aves de una bandada.

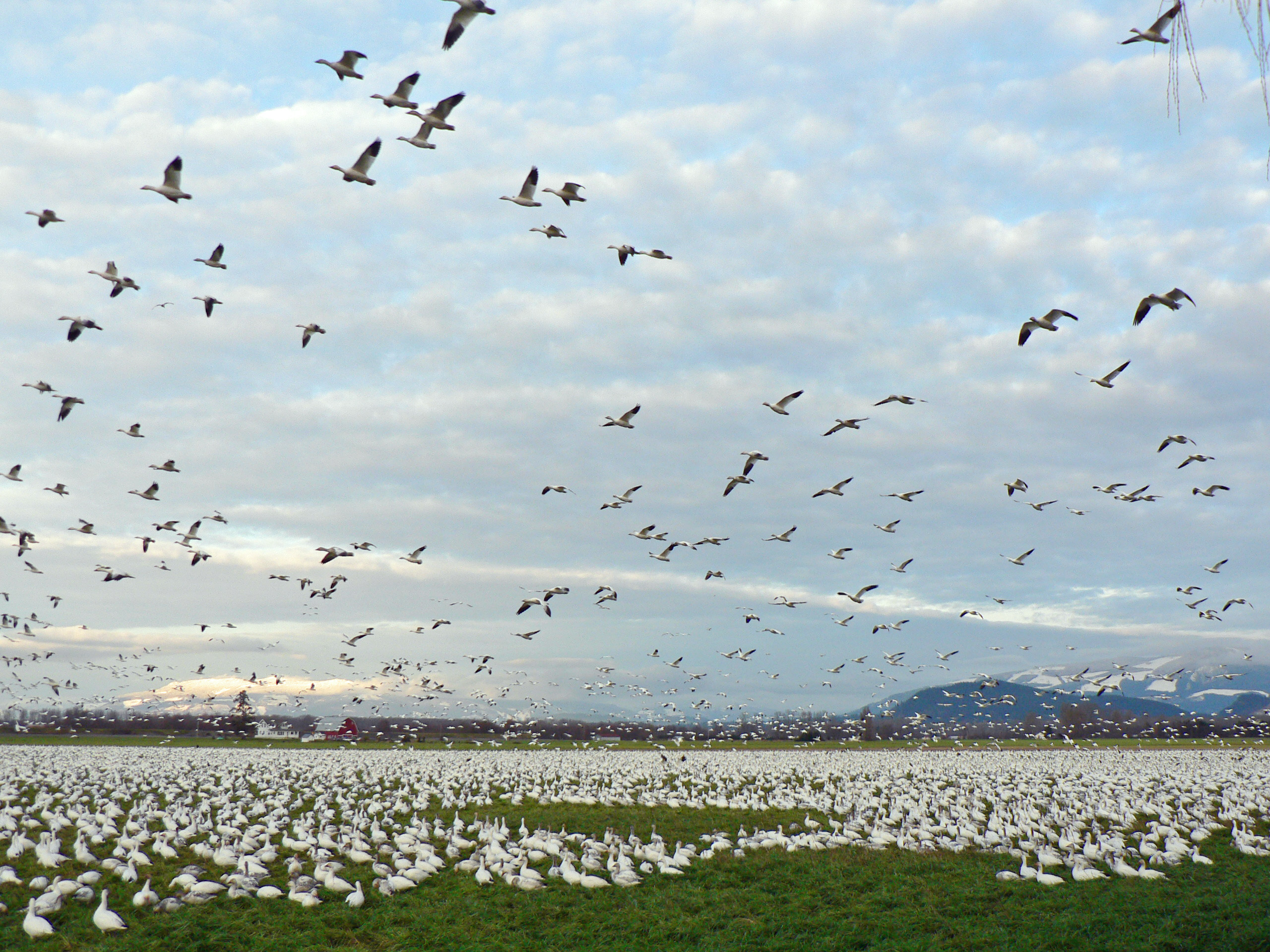
Ánsares nivales (Anser caerulescens) agrupados en bandadas migratorias.

## Etología
Los beneficios de asociarse en bandadas son variados, y cada bandada se forma para un propósito específico. Ser parte de una bandada también tiene costes, sobre todo para las aves subordinadas socialmente, que son sometidas por las dominantes; y también en ocasiones se sacrifica cierta eficiencia a la hora de alimentarse. Los principales beneficios son la seguridad que aporta un gran número de ejemplares, y un aumento, por lo general, de la eficiencia en la búsqueda de alimentos. La defensa contra los depredadores es especialmente importante en hábitats cerrados, como los bosques, donde la táctica de la emboscada es muy común, y una gran cantidad de ojos contribuyen a un buen sistema de alerta rápida. Esto ha llevado al desarrollo de bandadas compuestas de pequeños números de muchas especies diferentes y unidas para la alimentación; estas bandadas aumentan la seguridad y reducen la competencia potencial por los recursos, en comparación con las bandadas monoespecíficas.

## Bandadas de gran tamaño
- Los estorninos pintos (Sturnus vulgaris) se cuentan entre las aves que forman las mayores bandadas. En Dinamarca, cada dos años, se produce un fenómeno conocido como sol negro (en danés: Sort sol), en el que se reúnen grandes números de estorninos, creando complejas formas contra el cielo.[9]